# Roger Fauteux
Roger Fauteux (* 13. Dezember 1923 in Montreal; † 29. April 2021 in Granby/Québec) war ein kanadischer Maler.

## Leben
Fauteux studierte an der École du meuble de Montréal, wo er Paul-Émile Borduas kennenlernte. Ende der 1940er Jahre schloss er sich der von diesem gegründeten Malergruppe der Automatisten an, der u. a. auch Marcel Barbeau, Claude Gauvreau, Jean-Paul Riopelle, Pierre Gauvreau, Fernand Leduc, Jean-Paul Mousseau und Marcelle Ferron angehörten. Obwohl er deren Gründungsmanifest Refus Global nicht unterzeichnet hatte, war er unter den Teilnehmern der Ausstellung Refus Global (1948): le manifeste de mouvement. Im Gegensatz zu den anderen Malern des Automatismus wandte er sich nie der abstrakten Malerei zu. Seine Werke wurden u. a. im Musée d’Art Contemporain de Montréal und der Art Gallery of Windsor ausgestellt.